# Casa Balbina Mas de Miquel
La casa Balbina Mas de Miquel és un edifici situat a l'avinguda Diagonal, 516-524 de Barcelona, catalogat com a bé amb elements d'interès (categoria C). Es coneixia amb el nom de la casa gran o Rothschild i fou el primer gran edifici de la ciutat on es va fer servir el formigó armat. Durant molts anys, va ser ocupat per l'hotel Diagonal Tuset.

## Història i descripció
Fou promoguda per Balbina Mas i Santacana i el seu marit Antoni Miquel i Costas (1845-1927), primer marquès de la Pobla de Claramunt i un destacat industrial paperer, que el 1923 encarregaren el projecte a l'arquitecte Domènec Sugrañes. Les obres van començar aquell mateix any i van topar amb diferents problemes que les van anar endarrerint, com la mort del marquès el 1927 i la incorporació de Sugrañes a les obres de la Sagrada Família entre 1926 i 1929. A la seva època, la casa disposava de tots els luxes: tenia una plataforma per a portar els cotxes al soterrani, i el sistema de ventilació era fet amb una tecnologia pionera a tot l'estat.
L'edifici, d'un estil monumentalista, està encarat al xamfrà, on sobresurten dues cúpules bessones. Destaca especialment el portal, de reminiscències modernistes, i l'immens pati interior, al qual s'hi arriba per dos passadissos: un des de la Diagonal i l'altre, des del carrer de Tuset. El seu estil recorda l'escala helicoidal del palau Barberini de Roma, obra de Francesco Borromini. Mirant des de la planta baixa cap amunt, el pati té la forma d’un oval que s'estreta, però en realitat totes les plantes són iguals. Està format per una sèrie de columnes que condueixen visualment fins a la claraboia de vidre, traslladada des d'un balneari de Budapest.

## Galeria

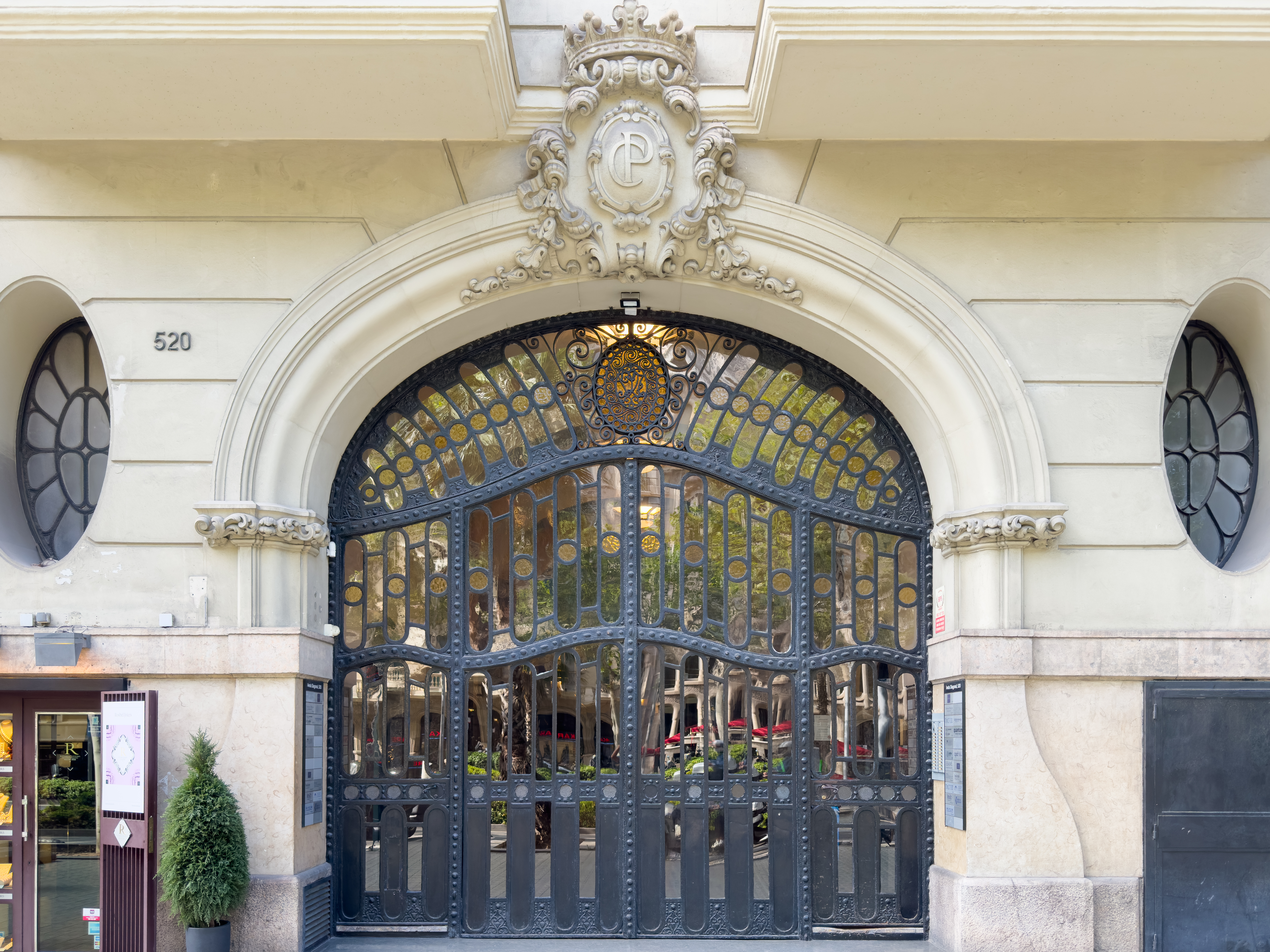
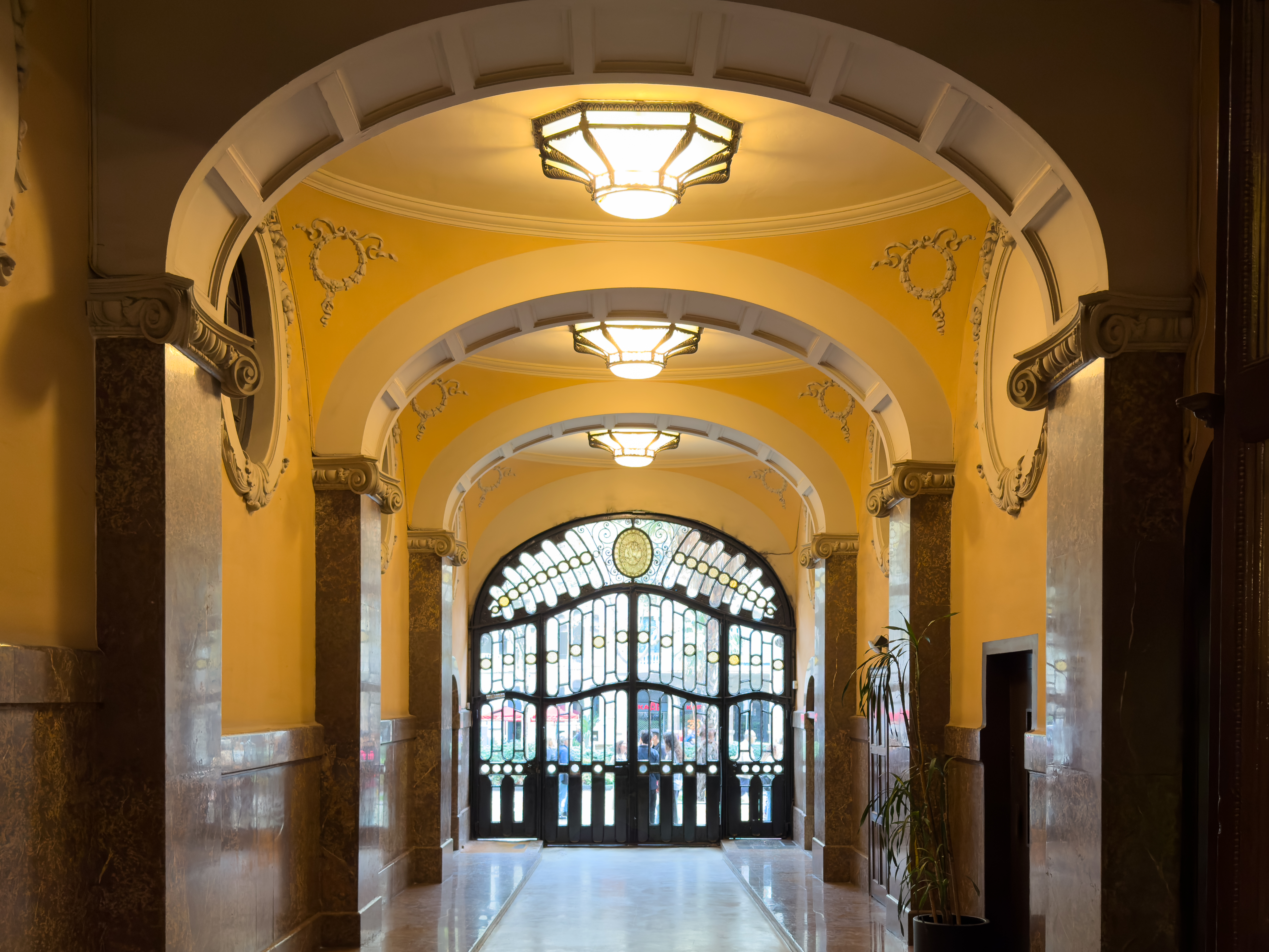
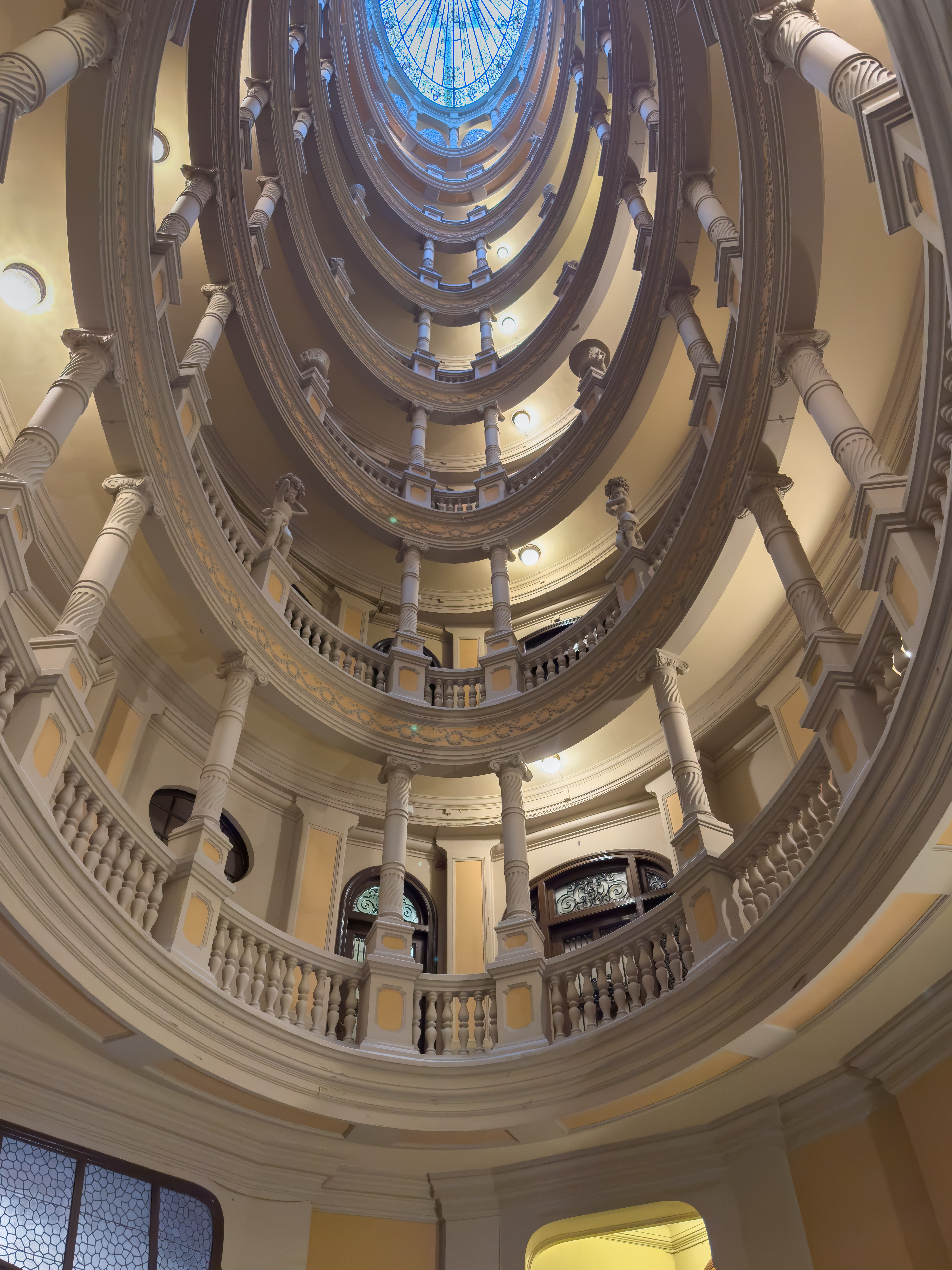
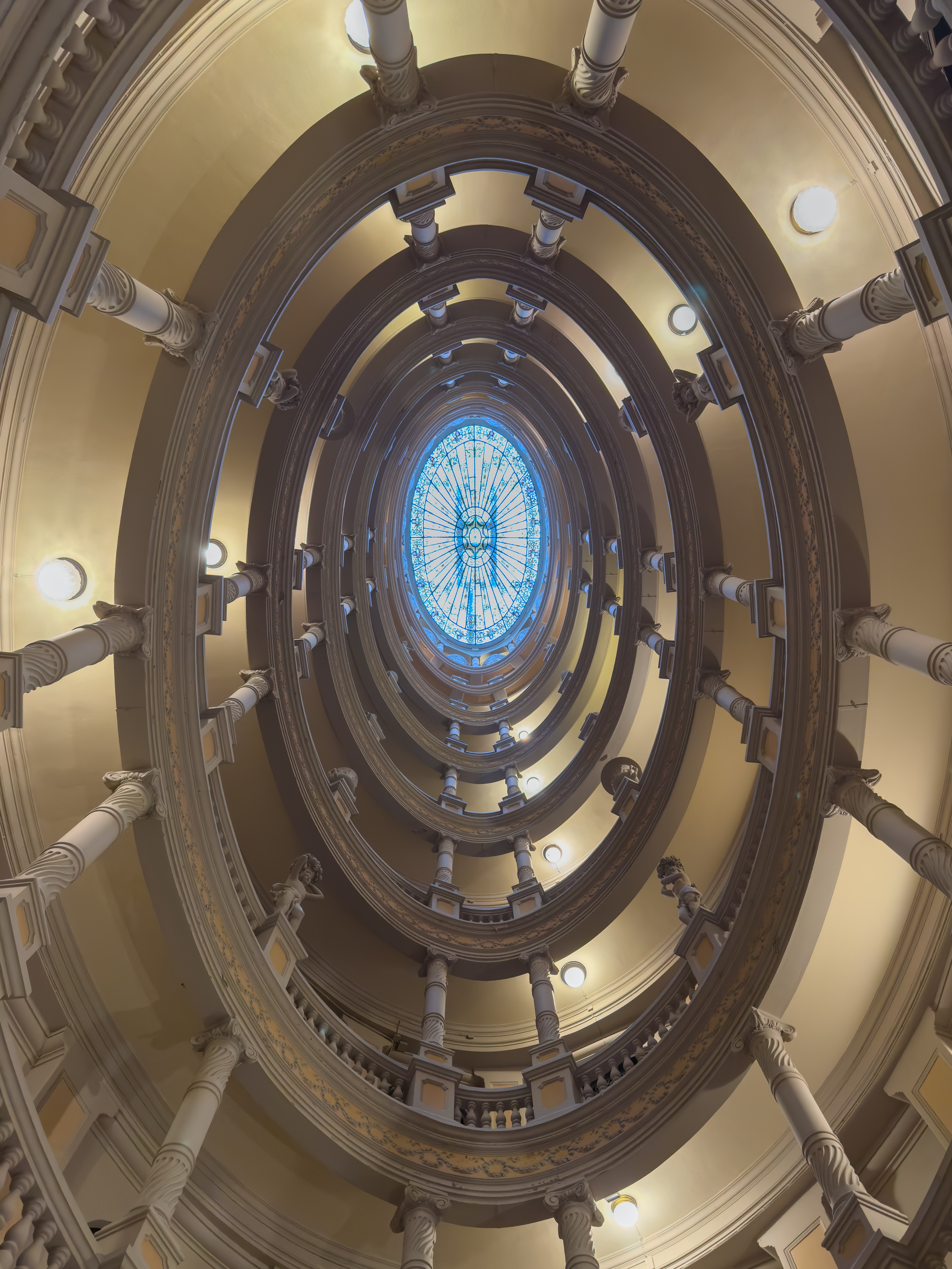
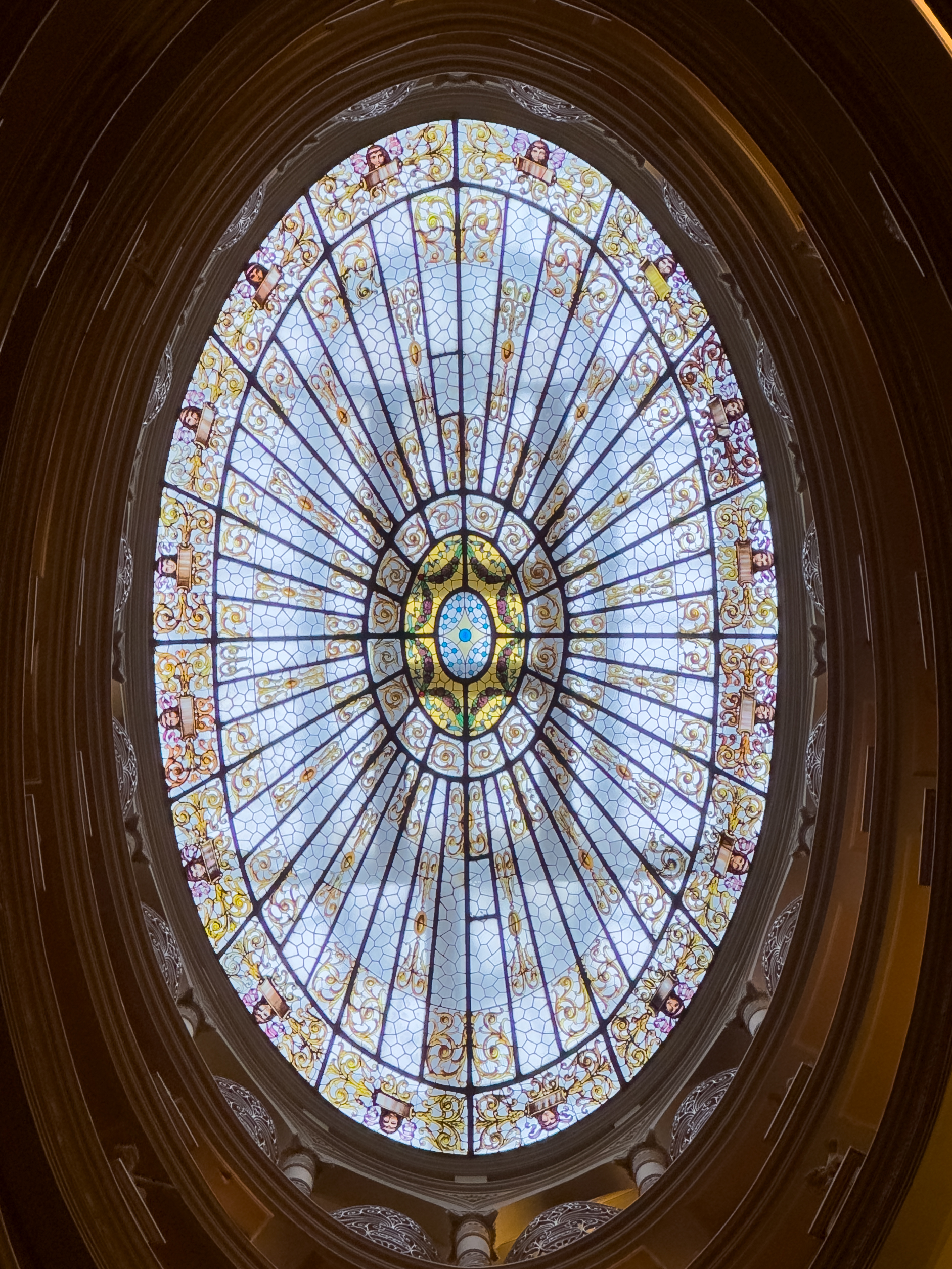